# Skyfall
Skyfall è un film del 2012 diretto da Sam Mendes.
La pellicola è il sequel di Quantum of Solace (2008) e il 23º film della serie di film di James Bond. Prodotto dalla EON Productions, interpretato per la terza volta da Daniel Craig nel ruolo dell'agente segreto James Bond. È inoltre l'ultimo che vede Judi Dench nel ruolo di M, ruolo che ha interpretato dal 1995 in 7 pellicole.
Uscito il 26 ottobre 2012 nel Regno Unito, e successivamente nel resto del mondo, è uno dei film più lodati del franchise dedicato all'agente segreto. Tra i capitoli più premiati nella storia della saga, la pellicola ha ricevuto, tra gli altri, due Premi Oscar (di cui uno, l'Oscar al miglior montaggio sonoro, che fu assegnato sia a Skyfall che a Zero Dark Thirty di Kathryn Bigelow, costituì un raro caso di ex aequo), un Golden Globe e due Premi BAFTA.

## Trama
James Bond è a Istanbul per recuperare un file contenente le identità degli agenti NATO infiltrati nelle maggiori organizzazioni terroristiche e criminali mondiali. Nonostante gli sforzi di Bond, il file viene rubato dal sicario Patrice: questi riesce a fuggire mentre Bond, colpito per sbaglio dalla sua collega sul campo, precipita in un fiume. Il file è perduto, 007 viene dato per morto e nel frattempo l'MI6 viene messo sotto accusa per la pessima gestione della missione; inoltre, un'esplosione distrugge l'SIS Building uccidendo alcuni collaboratori di M. Saputo dell'attentato, Bond, che aveva deciso di scomparire approfittando della sua morte presunta, torna a Londra per riprendere servizio.
Bond viene incaricato di recarsi a Shanghai per cercare Patrice e riprendere il file: il sicario muore prima di rivelare chi lo abbia ingaggiato. Un indizio porta 007 in un casinò di Macao, dove incontra Sévérine, una donna misteriosa che accetta di accompagnarlo dall'uomo che sta dietro a tutta la faccenda. Bond riesce quindi a incontrare Raoul Silva, un folle ex agente dell'MI6 consegnato ai cinesi da M e, per questo, smanioso di vendetta. Bond riesce a sgominare gli uomini di Silva e a catturarlo; non prima che questi abbia ucciso Severine.
Silva viene portato nel nuovo quartiere generale dell'MI6, situato nel sottosuolo di Londra. Bond e Q, tuttavia, scoprono che la cattura è stata pianificata dallo stesso Silva, per uccidere M dopo essere evaso. Il piano viene sventato e 007 porta M a Skyfall, la dimenticata residenza dei suoi genitori e dove, con l'aiuto di Q, riesce ad adescare Silva a seguirlo. Grazie all'aiuto di Kincade, il vecchio guardacaccia, Bond e M si preparano ad affrontare Silva e i suoi uomini: eliminati questi, Bond riesce ad accoltellare alla schiena Silva prima che questi riesca ad uccidere M, che muore comunque per le ferite riportate nella sparatoria precedente.
Quindi 007 ritorna a Londra, pronto per nuove missioni affidategli ora da Mallory, divenuto il nuovo M. Nel mentre, la collega che lo aveva ferito a Istanbul, decide di abbandonare gli incarichi operativi per diventare la segretaria di M, ed è pronta a rivelare a Bond il suo nome, Eve Moneypenny.

## Produzione

### Sviluppo

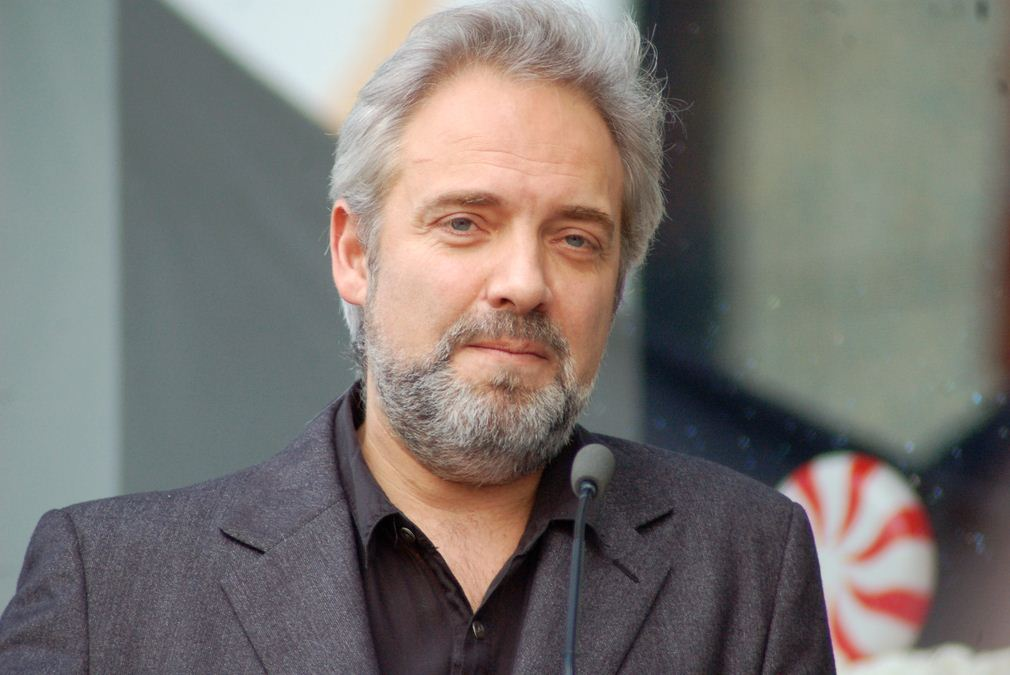
Sam Mendes si cimenta per la prima volta con un blockbuster accettando la regia di Skyfall, film che celebra il 50º anniversario della saga cinematografica di James Bond

Il 23º film della serie di James Bond avrebbe dovuto uscire a fine 2011, e la pre-produzione sarebbe dovuta partire nel gennaio 2010.
Michael G. Wilson, produttore della serie, aveva parlato del seguito di Quantum of Solace a IGN, rivelando che l'idea era che il film uscisse nel 2011:
Wilson aveva anche accennato a chi sarebbe potuto tornare nel film, che sarebbe stato un sequel del precedente. Wilson disse che Jeffrey Wright sarebbe dovuto tornare nei panni di Felix Leiter, così come Judi Dench nel ruolo di M. La sfida sarebbe stata rispettare la continuità della serie, una novità per un franchise che fino a qualche anno prima era solito realizzare capitoli slegati l'uno dall'altro:
Nel mese di agosto 2010 la Metro-Goldwyn-Mayer sospese a tempo indeterminato la produzione del nuovo film a causa della grave crisi finanziaria in cui versava. Tale crisi però venne risolta alcuni mesi dopo e, nel gennaio 2011, la EON annunciò la ripresa della lavorazione del 23° film di James Bond nel novembre successivo, con l'uscita nelle sale prevista per il 9 novembre 2012, confermando Daniel Craig nei panni del protagonista.

### Cast

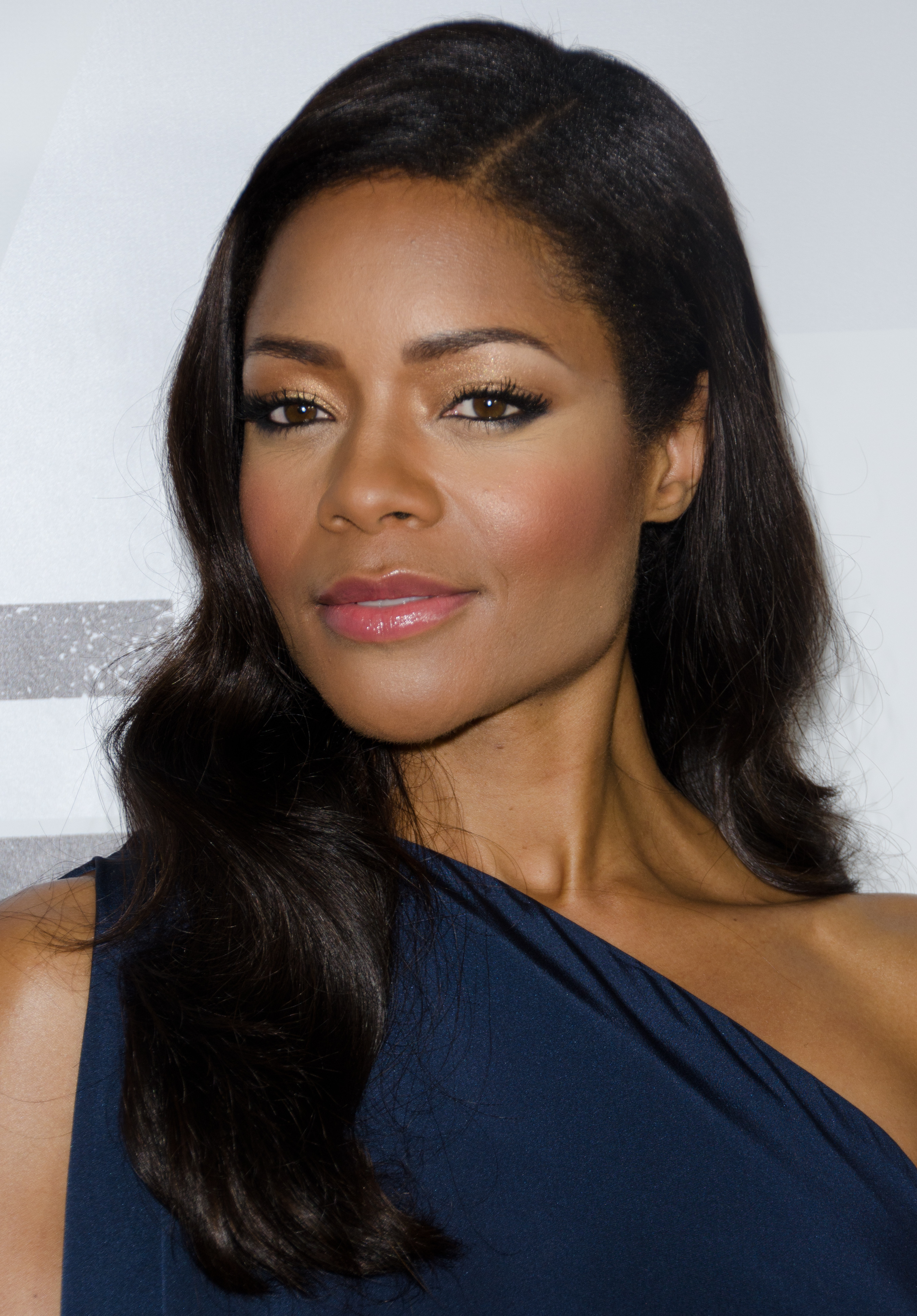
Naomie Harris ha riportato sullo schermo uno storico personaggio della saga bondiana, Moneypenny (assente da La morte può attendere), proposto in Skyfall sotto una nuova veste

Il cast principale di Skyfall fu ufficialmente comunicato in una conferenza stampa tenutasi presso il Corinthia Hotel a Londra il 3 novembre 2011, a cinquant'anni dall'annuncio che Sean Connery avrebbe interpretato il ruolo di James Bond nel film Agente 007 - Licenza di uccidere.
- Daniel Craig è James Bond, agente 007. Il regista Sam Mendes descrisse la sua versione di Bond «come una combinazione di stanchezza, noia, depressione e difficoltà con quello che ha scelto di fare per vivere».
- Javier Bardem è Raoul Silva, il cui vero nome è Tiago Rodriguez, ex agente dell'MI6 e antagonista principale del film.
- Judi Dench è M, il capo dell'MI6 e di Bond. Skyfall è stato il settimo film consecutivo con la Dench nel ruolo.
- Ralph Fiennes è Mallory, responsabile della commissione congiunta per i servizi segreti, e nuovo M al termine del film. È un ex membro delle forze speciali e in passato è stato prigioniero dell'IRA per tre mesi.
- Albert Finney è Kincade, il guardiacaccia di Skyfall, la tenuta avita di Bond.
- Naomie Harris è Eve Moneypenny, prima agente sul campo e poi segretaria del nuovo M.
- Rory Kinnear è Bill Tanner, il braccio destro di M.
- Bérénice Marlohe è Sévérine. La Marlohe ha descritto il suo personaggio come «affascinante ed enigmatica», e di aver tratto ispirazione dal personaggio di Xenia Onatopp, interpretata da Famke Janssen in GoldenEye. Viene uccisa da Silva dopo essere stata sedotta da 007.
- Helen McCrory è Clair Dowar, un politico britannico.
- Ola Rapace è Patrice, un sicario mercenario ucciso da Bond.
- Ben Whishaw è Q. Il personaggio torna nella serie dopo essere stato assente in Casino Royale e Quantum of Solace.

Il regista Sam Mendes aveva pensato di affidare il ruolo di Silva a Kevin Spacey, con cui aveva già lavorato in American Beauty, ma l'attore americano declinò l'offerta perché già impegnato. Tra le possibili Bond girl furono prese in considerazione anche Freida Pinto, Olivia Wilde e Rachel Weisz, quest'ultima moglie di Daniel Craig nella vita reale. Sembra inoltre che il ruolo di Kincade fosse stato concepito per un cameo dello stesso Sean Connery.
Nel film, in alcune scene del prologo compare come terza Bond girl anche l'attrice greca Tonia Sotiropoulou.

### Riprese

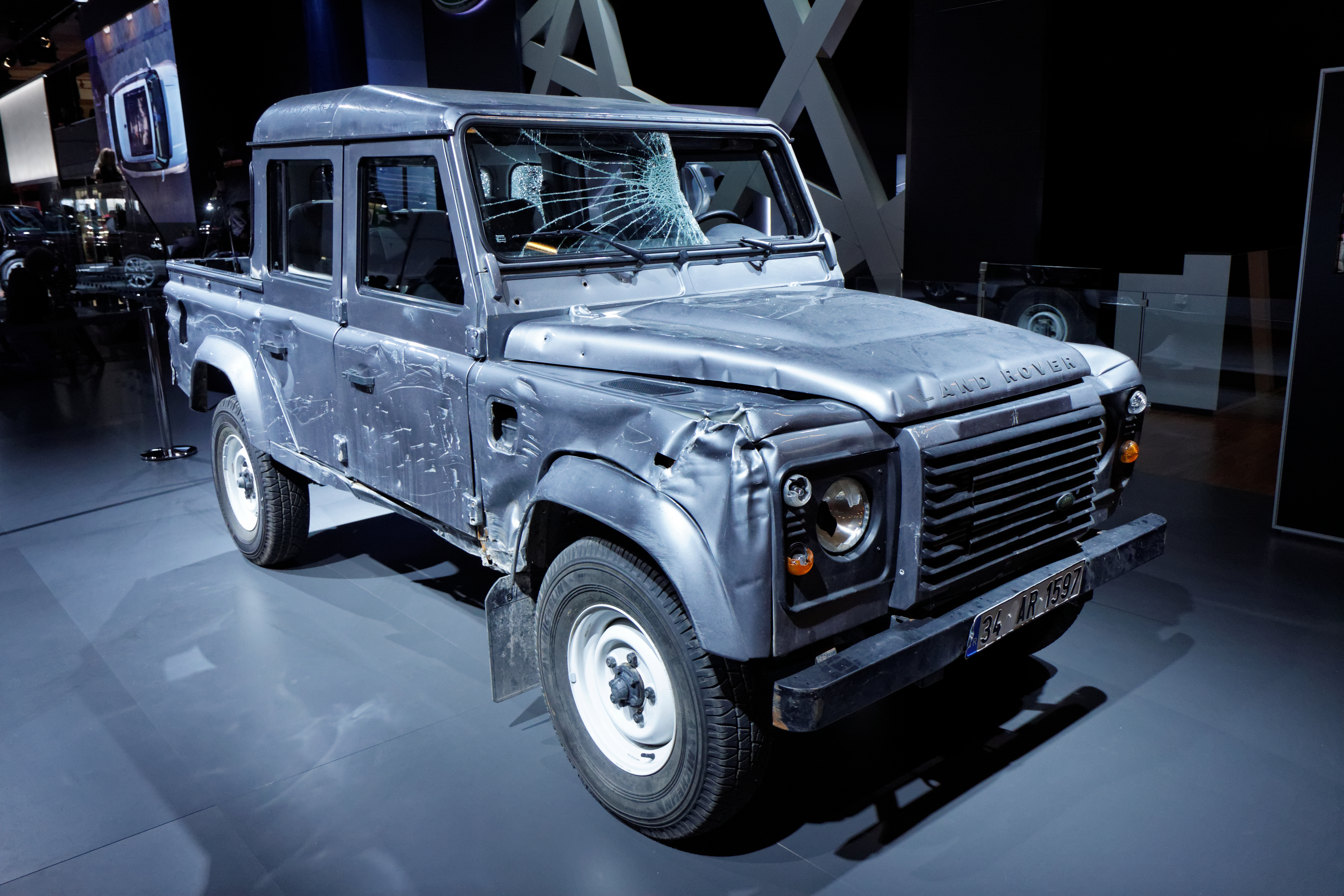
La Land Rover Defender guidata da Eve lungo le strade di Istanbul, nell'inseguimento con cui inizia il film

Le riprese iniziarono nel novembre 2011 a Londra e dintorni, con scene girate a Southwark e Whitehall, alla National Gallery, ai mercati della carne Smithfield e all'ospedale St Bartholomew's, a Canary Wharf, al Department of Energy and Climate Change, alla Charing Cross Station e all'Old Royal Naval College di Greenwich. Riprese ulteriori si svolsero in Cadogan Square, Tower Hill, e Parliament Square.  Le riprese dell'esplosione presso il SIS Building, sede dei servizi segreti britannici, furono aggiunte digitalmente in post-produzione.
La produzione si spostò poi in Turchia nel marzo del 2012. Furono effettuate riprese in alcune zone di Istanbul, tra cui il Bazar delle Spezie, Yeni Cami, l'ufficio postale imperiale, Sultanahmet Square e il Grande Bazar. Per l'inseguimento durante il prologo del film, furono realizzate 85 copie dell'abito di 007, la cravatta fu appesantita per evitare svolazzi e le strade interessate dalle riprese furono innaffiate di Coca-Cola, per evitare che le moto slittassero. La produzione ricevette critiche riguardo ad alcuni presunti danni arrecati agli edifici dalle riprese dell'inseguimento in moto sui tetti della città. Il produttore, Michael G. Wilson respinse queste affermazioni, sottolineando che la troupe aveva rimosso le sezioni dei tetti interessate prima dell'inizio delle riprese e le aveva sostituite con repliche e che, al termine, le sezioni originali erano state ripristinate.
L'isola fantasma del criminale Raoul Silva è nella realtà Hashima (o Gunkanjima), in Giappone.

## Colonna sonora

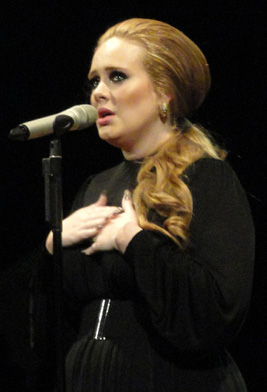
Adele, interprete e coautrice dell'omonimo brano, premiata con l'Oscar alla migliore canzone

Il 5 ottobre 2012, in occasione del Global James Bond Day, ricorrenza che celebrava i cinquant'anni del personaggio di 007 cinematografico, fu pubblicato sull'iTunes Store il brano Skyfall, l'inedita title track del film, cantata dall'artista britannica Adele.
La colonna sonora era stata composta da Thomas Newman, autore delle musiche di altri film diretti da Sam Mendes. Newman rielaborò anche il James Bond Theme composto da Monty Norman per il primo film della serie, simbolo musicale dell'agente.

## Distribuzione
Il film fu distribuito a cavallo tra i mesi di ottobre e novembre del 2012: il 26 ottobre nel Regno Unito, il 31 ottobre in Italia e il 9 novembre negli Stati Uniti.

## Accoglienza

### Incassi
In Italia il film uscì il 31 ottobre 2012, incassando nei primi due giorni di programmazione 2519548 € e raggiungendo poi, in totale, la cifra di 12723147 €, posizionandosi nella top ten dei film col maggiore incasso del 2012. In Gran Bretagna uscì il 26 ottobre 2012, incassando nel primo fine settimana di programmazione 20,1 milioni di sterline. Negli Stati Uniti uscì il 9 novembre 2012, guadagnando durante il primo fine settimana di programmazione circa 89 milioni di dollari. La Sony annunciò che, al 31 dicembre 2012, Skyfall aveva superato nel mondo il guadagno di 1 miliardo di dollari, arrivando poi a un totale di 1108594137 $, classificandosi al 37º posto nella lista dei film con maggiori incassi nella storia del cinema e diventando il film della serie di James Bond dai maggiori guadagni.
Inoltre, con un incasso europeo di 472555140 $ diventò il quarto più grande incasso di sempre in Europa.

## Promozione
Il 21 maggio 2012 fu diffuso online il primo teaser trailer del film, seguito a breve dalla versione italiana. Il secondo trailer fu invece pubblicato in tutto il mondo alla fine di luglio, disponibile su YouTube anche in italiano.

## Riconoscimenti
- 2013 - Premio Oscar

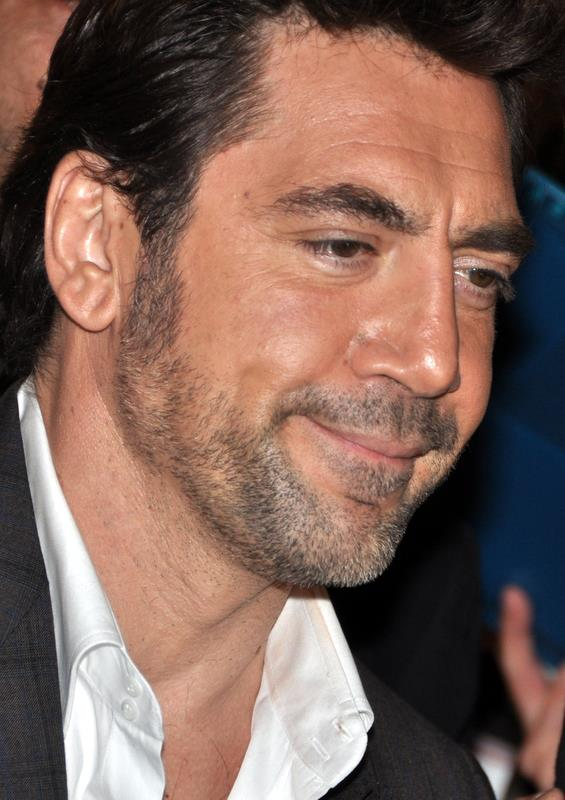
Javier Bardem ha ottenuto vari riconoscimenti per l'interpretazione del cattivo principale di Skyfall, la ex spia e cyber-terrorista Raoul Silva

  - Miglior montaggio sonoro a Per Hallberg e Karen Baker Landers
  - Migliore canzone ad Adele e Paul Epworth (Skyfall)
  - Nomination Miglior fotografia a Roger Deakins
  - Nomination Migliore colonna sonora a Thomas Newman
  - Nomination Miglior sonoro a Scott Millan, Greg P. Russell e Stuart Wilson
- 2013 - Golden Globe
  - Miglior canzone ad Adele e Paul Epworth (Skyfall)
- 2013 - Premio BAFTA
  - Miglior film britannico
  - Miglior colonna sonora a Thomas Newman
  - Nomination Miglior attore non protagonista a Javier Bardem
  - Nomination Miglior attrice non protagonista a Judi Dench
  - Nomination Miglior fotografia a Roger Deakins
  - Nomination Miglior montaggio a Stuart Baird
  - Nomination Miglior scenografia a Dennis Gassner e Anna Pinnock
  - Nomination Miglior sonoro a Stuart Wilson, Scott Millan, Greg P. Russell, Per Hallberg, Karen Baker Landers
- 2012 - Satellite Award
  - Miglior attore non protagonista a Javier Bardem
  - Nomination Miglior film a Michael G. Wilson e Barbara Broccoli
  - Nomination Miglior attrice non protagonista a Judi Dench
  - Nomination Migliore fotografia a Roger Deakins
  - Nomination Migliori effetti visivi a Steve Begg, Arundi Asregadoo e Andrew Whitehurst
  - Nomination Migliore colonna sonora originale a Thomas Newman
  - Nomination Miglior canzone originale ad Adele e Paul Epworth (Skyfall)
- 2013 - Critics' Choice Movie Award
  - Nomination Migliore canzone ad Adele e Paul Epworth (Skyfall)
- 2012 - Las Vegas Film Critics Society Awards
  - Miglior canzone ad Adele e Paul Epworth (Skyfall)
- 2012 - International Online Film Critics' Poll
  - Migliori dieci film a Michael G. Wilson e Barbara Broccoli
  - Nomination Migliore scenografia a Dennis Gassner
  - Nomination Migliori effetti visivi a Steve Begg, Arundi Asregadoo e Andrew Whitehurst
- 2012 - Boston Online Film Critics Association Awards
  - Migliore fotografia a Roger Deakins
- 2012 - Los Angeles Film Critics Association Awards
  - Migliore fotografia a Roger Deakins
- 2012 - Chicago Film Critics Association
  - Nomination Miglior attrice non protagonista a Judi Dench
  - Nomination Miglior fotografia a Roger Deakins
  - Nomination Miglior montaggio a Stuart Baird
- 2012 - Washington D.C. Area Film Critics Association Awards
  - Nomination Miglior attore non protagonista a Javier Bardem
  - Nomination Migliore fotografia a Roger Deakins

## Edizioni home video

Wrap advertising su di un treno della British Railways per l'uscita in home video di Skyfall, London King's Cross, aprile 2013.

Il film è uscito in Blu-ray il 20 febbraio 2013 con più di 3 ore di contenuti speciali. Sono disponibili anche la versione digitale e quella in DVD.

## Citazioni e riferimenti
- La casa di M mostrata nel film era nella realtà l'abitazione del compositore delle musiche dei primi capitoli di Bond, John Barry, scomparso nel 2011.[7]
- I versi della poesia di Alfred Tennyson che M recita in tribunale sono gli stessi letti, nella pellicola L'attimo fuggente, da uno dei ragazzi nella grotta vicino alla scuola.
- Per celebrare i 50 anni cinematografici di James Bond (1962 - 2012) in Skyfall  sono numerose le citazioni agli altri film della saga:
  - quando Bond consegna il rapporto a Tanner, sul documento è riportato «For Your Eyes Only», citazione di Solo per i tuoi occhi. Come in quel film, il cattivo viene ucciso da un coltello lanciato alla schiena;
  - durante uno scambio di battute tra Bond e Moneypenny a proposito del colpo sparato prima dei titoli di testa, viene fatto un chiaro riferimento a 007 come ad un  Bersaglio Mobile;
  - i capelli tinti di biondo di Silva possono ricordare quelli di Max Zorin in Bersaglio Mobile;
  - quando Q parla della penna esplosiva, cita il gadget utilizzato in GoldenEye;
  - in una scena si vede James Bond fermo in piedi davanti alla sua Aston Martin DB5: il riferimento è a una scena di Goldfinger;
  - anche ne Il mondo non basta viene compiuto un attentato contro l'edificio dell'MI6;
  - la Walther PPK con riconoscimento dell'impronta digitale, che può usare esclusivamente 007, ricorda la macchina fotografica-fucile di Vendetta privata, dato che anch'essa utilizzava la stessa tecnologia;
  - appena giunto all'interno del casinò di Macao, 007 invita Eve, con la quale dialoga usando l'auricolare, a «togliere la mano dall'orecchio», come nel prologo di Casino Royale, in Madagascar;
  - sempre all'interno del casinò, dopo aver lottato dentro la fossa dei draghi di Komodo, Bond risale in superficie usando la testa dell'animale come sostegno per aiutarsi, similmente a quanto aveva fatto in Agente 007 - Vivi e lascia morire con dei coccodrilli, per fuggire dalla palude;
  - in una scena nel casinò si può riconoscere uno dei giocatori di poker di Casino Royale;
  - il personaggio di Silva è analogo a quello di Alec Trevelyan in GoldenEye: entrambi sono ex agenti dell'MI6 che cercano vendetta rispettivamente contro M e Bond. Inoltre entrambi hanno il volto deturpato dopo la loro ultima missione come agenti (nel caso di Trevelyan, a causa di un'esplosione, mentre nel caso di Silva, a causa di un tentativo fallito di suicidio tramite una capsula di cianuro);
  - il quadro presente nello studio del nuovo M, Gareth Mallory, è lo stesso dipinto che 007 aveva danneggiato (conficcandovi un dardo) in Moonraker - Operazione spazio;
  - la scena in cui M muore tra le braccia di Bond ricorda la scena finale di Agente 007 - Al servizio segreto di Sua Maestà, in cui 007 piange la morte di Tracy Di Vicenzo;
  - il cervo della tenuta di Skyfall è lo stesso presente nel prologo di Thunderball, quando Bond spicca il volo col jet pack;
  - come in L'uomo dalla pistola d'oro, il cattivo vive su un'isola, e sempre nello stesso film, la ragazza è costretta a lavorare per il cattivo e deve chiedere l'aiuto a Bond, il quale fallisce nel tentativo di salvarla.
  - anche in La morte può attendere è presente una stazione abbandonata della metropolitana
  - I titoli di testa del film sono molto simili a quelli del videogioco del 2010 GoldenEye 007, sempre con Daniel Craig nei panni di Bond.
  - La scena iniziale dell'inseguimento sul treno ricorda quella presente in Octopussy - Operazione piovra.